# Elektrosokk (Supergirl)

## Cselekmény
A rádiónál Leslie Willis meghatározó egyéniség, aki most éppen Supergirlt sértegeti. Az adást mindenki hallja, többeknek nem is tetszik. Amikor kijön a CatCo-ban lévő stúdióból, Cat azt mondja neki, hogy nem sértegetheti Supergirlt, mert az embereknek pozitív szavak kellenek, nem negatívak. Leslie szörnyen feldühödik, mivel nem akarja, hogy megmondják neki, mit mondjon adásban. A veszekedés vége az, hogy Cat elküldi időjárás-megfigyelőnek, ráadásul pont egy óriási vihar közepén. Eközben Kara nevelőanyja, Eliza Danvers érkezik látogatóba Kara lakásába, hálaadás alkalmából. James és barátnője, Lucy pedig kikapcsolódni mennek. Eljön Leslie munkájának ideje, a vihar nem csillapodik. Amikor ő és a pilóta fent vannak, egy villám belecsap a helikopterbe, és a pilóta kiesik a gépből, de Supergirl szerencsére megmenti. Leslie próbálja megfogni a kormányt, Kara odarepül, hogy megmentse, de épp akkor, amikor megfogja, egy villám lecsap, és Karán átmenve megrázza Leslie-t, akit azonnal kórházba visznek. Később kitámolyog onnan, és rémülten veszi észre, hogy áramot tud lövellni a kezével. Aztán rájön, hogy képességét használhatná Cat ellen, és elnevezi magát Elektrosokk-nak. A CatCo-ba megy, hogy bosszút álljon. Mivel nincs áram, Cat Karát hívja, aki szívesen megy, mert Alex és az anyja nagyon összeveszekednek. Amikor odaér, az összes képernyőn megjelenik Elektrosokk, aki Cathez beszél. Harcolnak, de Supergirl nem tudja legyőzni. Ezután Cat úgy dönt, szövetséget köt vele, és így a második harcban, egy vízvezeték segítségével Kara megveri Elektrosokkot.

## Szereplők
| Karakter                  | Színész           | Magyar hang        |
| ------------------------- | ----------------- | ------------------ |
| Kara Danvers/Supergirl    | Melissa Benoist   | Gáspár Kata        |
| James Olsen               | Mehcad Brooks     | Nagy Dániel Viktor |
| Alex Danvers              | Chyler Leigh      | Varga Gabriella    |
| Winn Schott               | Jeremy Jordan     | Molnár Áron        |
| Hank Henshaw              | David Harewood    | Háda János         |
| Cat Grant                 | Calista Flockhart | Kisfalvi Krisztina |
| Jeremiah Danvers          | Dean Cain         | Miller Zoltán      |
| Lucy Lane                 | Jenna Dewan Tatum | Tornyi Ildikó      |
| Eliza Danvers             | Helen Slater      | Csere Ágnes        |
| Leslie Willis/Elektrosokk | Brit Morgan       | Ábel Anita         |
| Kara (gyerek)             | Malina Weissman   | Károlyi Lili       |
| Alex (gyerek)             | Jordan Mazaratti  | Pekár Adrienn      |